# Pancur (Lumbang)
Pancur is een bestuurslaag in het regentschap Pasuruan van de provincie Oost-Java, Indonesië. Pancur telt 2784 inwoners (volkstelling 2010).